# Querenhorst
Querenhorst là một đô thị của huyện Helmstedt, bang Niedersachsen, Đức. Đô thị này có diện tích 4,78 km².